# Palazzo Massimo alle Colonne

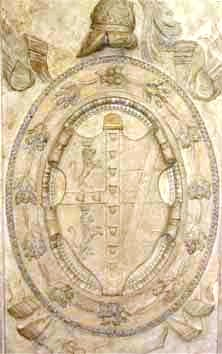
Escudo de la familia Massimo en el techo del pórtico del palacio.

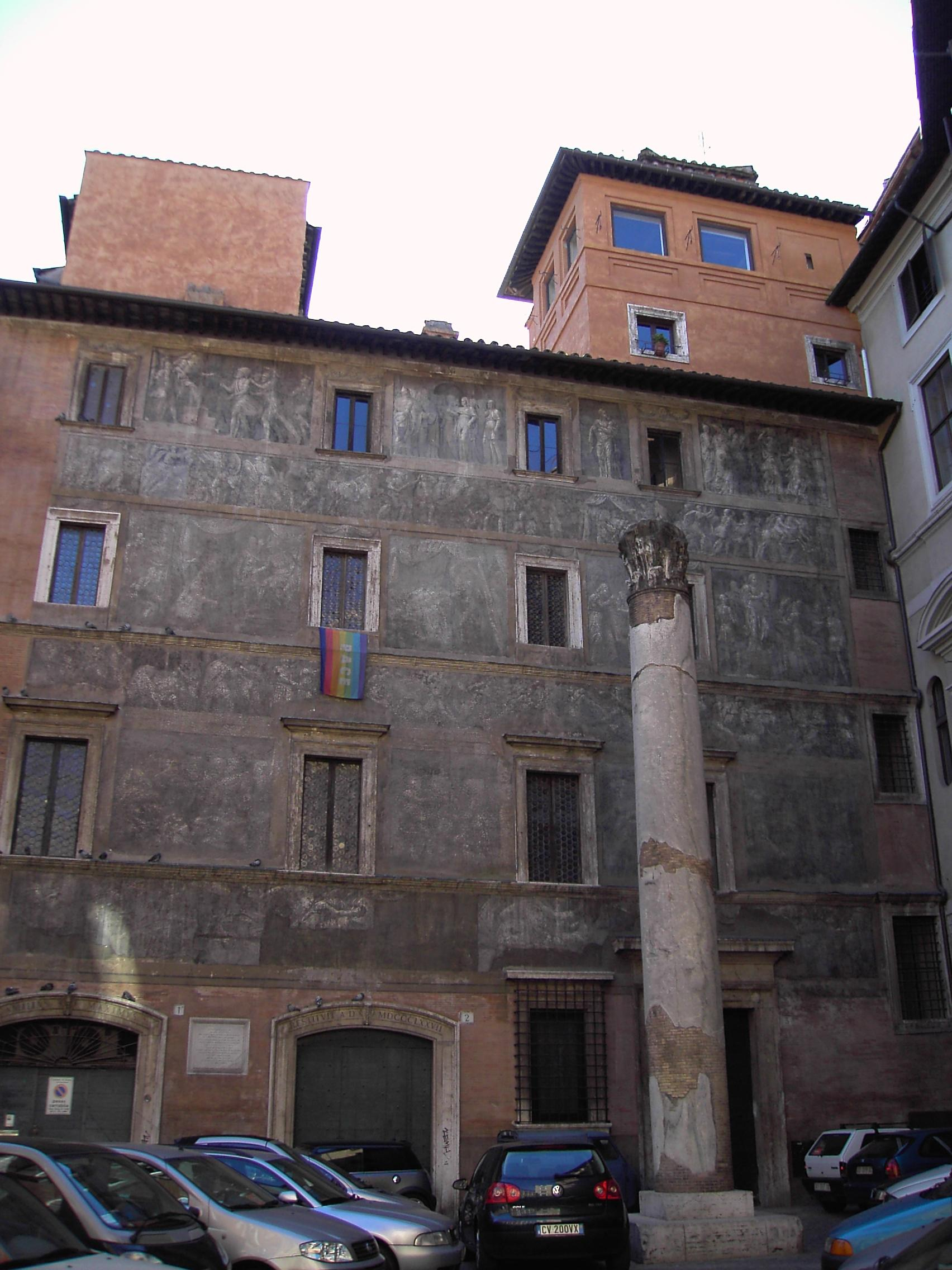
La Piazza dei Massimi, con el edificio del siglo xv conocido como Palazzo Massimo historiado y la columna romana encontrada en el lugar y erigida en el siglo xx.

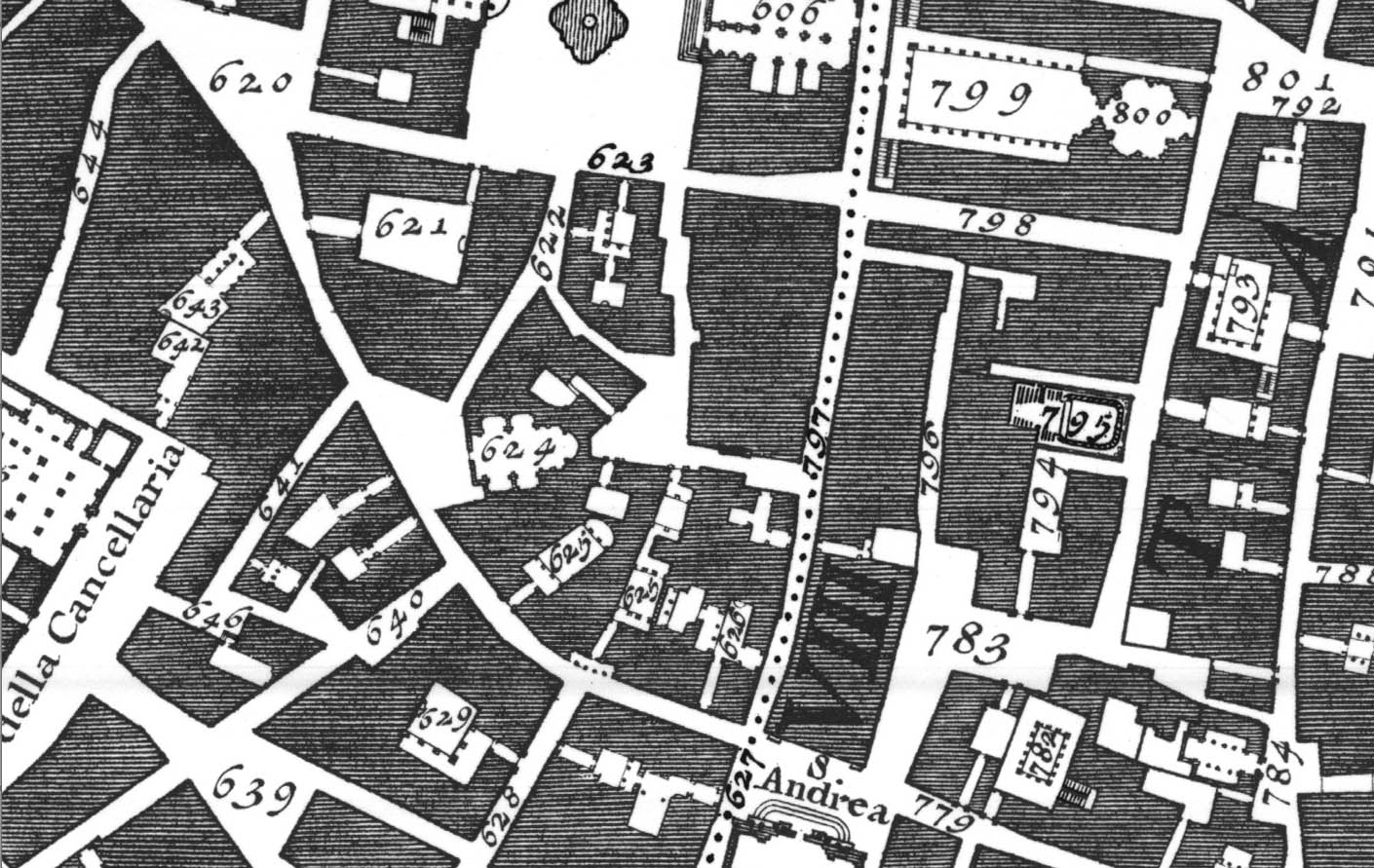
Los palacios de la familia Massimo y sus alrededores en la Nuova Topografia di Roma de Giambattista Nolli (1748).

El Palazzo Massimo alle Colonne es un palacio renacentista de Roma (Italia), situado en el Corso Vittorio Emanuele II.

## Historia
El edificio constituye la obra maestra del arquitecto Baldassarre Peruzzi y forma parte de un complejo más grande, la ínsula de los Massimo, señalada como sede de la familia Massimo desde la Edad Media. El edificio actual, unido antiguamente con todos los demás edificios, se ramifica en el interior del bloque de edificios que forman la ínsula. El palacio se encuentra en la Regione IX de la antigua Roma, o Campo Marzio, llamada posteriormente Parione, y ya desde el siglo xii daba hacia la Via Sacra o Papale, llamada en ese tramo Via dé Massimi (el plural que a menudo aparece en los topónimos se refiere a la familia en su totalidad), hoy recorrida parcialmente por el moderno Corso Vittorio Emanuele II.
El actual Palazzo Massimo fue reconstruido tras la destrucción de las estructuras precedentes durante el saco de Roma de 1527 y se encuentra sobre los restos del Odeón de Domiciano. Es uno de los pocos palacios de Roma que tiene un pórtico, debido a que el papa le concedió a la familia Massimo permiso para tener el suyo después de haber hecho destruir todos los presentes en Roma en los años 1400. La referencia a las columnas en el nombre del palacio se debe simplemente a la necesidad de identificarlo unívocamente entre las demás propiedades de los Massimo, cosa usual en la antigüedad y que encontramos en muchos otros nombres de inmuebles, como por ejemplo, también en el caso de esta misma familia, en la Villa Massimo alle Terme Diocleziane (situada cerca de las Termas de Diocleciano) o en el Palazzo Massimo di Pirro (debido a la presencia de una estatua monumental que en la antigüedad se creía que representaba a Pirro, rey de Epiro, y que en la actualidad está expuesta en los Museos Capitolinos como Marte).
Una de las columnas que se cree que perteneció al Odeón del emperador Domiciano fue erigida de nuevo en el siglo xx en la plaza trasera, llamada Piazza dei Massimi, hacia la cual da el Palazzo Massimo historiado, llamado así debido a las pinturas monocromas que revisten su fachada, pintadas presumiblemente en 1532 para celebrar la boda de Angelo Massimo con Antonietta Planca Incoronati.

## Descripción
La fachada de este palacio del siglo xvi es porticada y curvilínea, adaptándose a la del Odeón de Domiciano, un teatro cubierto del siglo i, y es más ancha de lo que es en realidad el palacio, lo que contribuye a hacerlo más majestuoso e imponente.
La estructura se inserta en una parcela de dimensiones irregulares, de manera que presenta una planta con forma de L, articulada en torno a un patio. También es inédita la conformación de los pórticos del patio, constituidos por dos logias superpuestas con arquitrabes, cerradas en su cima por una tercera planta con ventanas rectangulares tan anchas como la columnata inferior. En la realización de la fachada Peruzzi retomó una técnica adoptada por Bramante en el Palazzo Caprini (1508-10, posteriormente destruido), quien a su vez la había recuperado de técnicas constructivas antiguas, que consiste en la realización de una falsa sillería con estuco, o mejor, echando mortero en cajas de madera, haciéndole asumir la consistencia visual de los sillares almohadillados. Todas estas soluciones hacen del Palazzo Massimo uno de los edificios más interesantes de la cultura manierista.
El interior, que no es visitable, está compuesto por suntuosas estancias y habitaciones. Es particularmente destacable el techo decorado con frescos de Daniele da Volterra, que representa la vida de Quinto Fabio Máximo, el líder romano antepasado de los Massimo. El adyacente Palazzo Massimo di Pirro es contiguo al Palazzo Massimo alle Colonne y da también hacia el Corso Vittorio Emanuele II. Detrás de estos dos palacios se encuentra el Palazzo Massimo llamado «historiado» debido a las escenas monocromas pintadas sobre su fachada a la encáustica, presumiblemente de Polidoro da Caravaggio o de Daniele da Volterra.
En 2002 fue restaurada la fachada, visible con ocasión de la apertura anual del palacio. El palacio está abierto a los visitantes cada 16 de marzo, con ocasión de la conmemoración, en la capilla de la familia situada en la segunda planta, de la milagrosa y breve resurrección de Paolo Massimo, que volvió a la vida en 1583 por intercesión de san Felipe Neri.

## Los palacios de los Massimo y sus alrededores
El Palazzo Massimo alle Colonne se encontraba en la antigua Via Papalis y desde la década de 1880 en el Corso Vittorio Emanuele II, trazado después de la unificación italiana como arteria para unir la Piazza Venezia con el Vaticano y los nuevos barrios de la otra orilla del Tíber, los Prati di Castello.
En el mapa de la derecha se muestran los principales lugares de interés en los alrededores del palacio. Los palacios de los Massimo (indicados ambos con el número 625, caso rarísimo, si no el único, en el mapa) ocupan como ya se ha dicho una manzana de antiguo poblamiento firmemente asentada sobre muros romanos monumentales: a la misma manzana pertenece uno de los pocos edificios medievales conservados en Roma, la casa en el Vicolo della Cuccagna, entre los palacios de los Massimo y la Piazza Navona, indicado con el número 622. A la izquierda limitan con la iglesia de San Pantaleone, con las escuelas pías anexas (n.º 624), y a la derecha con el Palazzo della Compagnia dei SS. XII Apostoli (n.º 626), demolido parcialmente y remodelado para permitir la apertura del Corso del Rinascimento.
En un radio de doscientos metros se encuentran (indicados en el mapa):
- en el n.º 621 el Palazzo Caracciolo di Santobuono, antiguamente Orsini (reconstruido en 1790 como Palazzo Braschi);
- en el n.º 623 el Palazzo De Torres-Lancellotti Massimo,[A] con su fachada hacia la Piazza Navona;
- en el n.º 799 el Palazzo della Sapienza;
- en el n.º 627 había un Palazzo Trulli, demolido para hacer espacio al trazado del Corso Vittorio Emanuele II;
- en el n.º 775 la basílica de Sant'Andrea della Valle;
- en el n.º 647 el Palacio de la Cancillería.